# Yllästunturi
Yllästunturi (también escrito alternativamente Ylläs) es una montaña que se eleva hasta los 718 metros (2.356 pies) de altura y se localiza en el municipio de Kolari, parte de la Provincia de Laponia en Finlandia. Hay dos pueblos cerca de Ylläs: Äkäslompolo en el lado norte y Ylläsjärvi en el sur. Están conectados por una carretera de 11 kilómetros, alrededor de la colina. Ambos pueblos obtienen gran parte de sus ingresos por el turismo.
En el área se ubica el Parque Nacional de Pallas-Yllästunturi, que incluye a la cercana colina de Aakenustunturi, un destino popular para los excursionistas.